# Wapakoneta, Ohio
Wapakoneta là một thành phố thuộc quận Auglaize, tiểu bang Ohio, Hoa Kỳ. Năm 2010, dân số của thành phố này là 9867 người.

## Dân số
- Dân số năm 2000: 9474 người.
- Dân số năm 2010: 9867 người.